# Anni-Frid Lyngstad
Anni-Frid "Frida " Synni Lyngstad (Dellangen kod Narvika, Norveška, 15. studenog 1945.), norveška pop-pjevačica, najpoznatija kao jedna od pjevačica švedskog pop sastava ABBA.

## Životopis
Frida je za razliku od ostalih članova sastava njemačko-norveškog podrijetla. Jedna je od djece iz neuspjelog nacističkog programa arijevske rase. Otac je bio SS časnik. S nepune dvije godine se zajedno s majkom i bakom preselila u Švedsku. U početku je bila pjevačica jazz glazbe, a osnovala je i svoj vlastiti sastav koji se zvao 'The Anni-Frid Four'.
Godine 1963. se udala za basista Rognara Fredrikssona s kojim ima dvoje djece. Nekoliko godina kasnije se razvode.
U ljeto 1969. godine, Frida susreće Bennyja Anderssona i on s njom ugovara glazbenu suradnju, kasnije ta suradnja rezultira nastankom ABBA-e te njihovim zarukama. Par se vjenčao tek 1978. godine. Brak je potrajao samo tri godine.
Anni-Frid je nastupala solo na raznim festivalima po Japanu i Venezueli, a 1972. godine je izdala svoj debitantski album naziva Anni-Frid Lyngstad.